# فولکس‌شتورم
فولکس‌شتورم (Volkssturm) یک نیروی شبه‌نظامی ملی در آلمان بود که توسط حاکمیت رایش سوم در ماه‌های آخر جنگ جهانی دوم ایجاد شد.